# 앙헬 베르니
앙헬 안토니오 베르니 고메스(스페인어: Ángel Antonio Berni Gómez, 1931년 1월 9일 ~ 2017년 11월 24일)는 파라과이의 축구 선수이다.
초창기에는 파라과이에서 활약하다, 콜롬비아, 아르헨티나 등 다른 남미 국가 팀에서 활약했으며 말년에는 유럽으로 건너가 스페인의 팀에서 활약하였다.
또한 그는 1950년 FIFA 월드컵에서도 파라과이 축구 국가대표팀으로 출전하였다.